# Sant Guim de Freixenet
Sant Guim de Freixenet község Spanyolországban, Lleida tartományban. Sant Guim de Freixenet Pujalt, Veciana, Copons, Argençola, Montmaneu, Ribera d’Ondara és Estaràs községekkel határos. Lakosainak száma 1222 fő (2024).

## Népesség
A település népessége az utóbbi években az alábbiak szerint változott:
| Lakosok száma | 279  | 497  | 1153 | 1198 | 1085 | 1071 | 1126 | 1107 | 1025 | 1222 |
|               | 1717 | 1887 | 1936 | 1960 | 1986 | 2004 | 2009 | 2014 | 2019 | 2024 |